# Paul Feig
Paul Samuel Feig (Mount Clemens, Michigan, 1962. szeptember 17.–) amerikai színész és filmkészítő.

## Fiatalkora
Feig Mount Clemensben (Michigan) született és nevelkedett fel. Édesanyja, Elaine Elizabeth telefonközpontos volt, édesapja, Sanford William Feig az Ark Surplus tulajdonosa a Gratiot sugárúton. Feig apja zsidóként született, majd áttért a Keresztény Tudomány vallásra. Feig szülei egy egyházi rendezvényen ismerkedtek meg, és fiukat is a Keresztény Tudomány szellemében nevelték.

## Magánélete
1994. szeptember 23-án házasodott össze Laurie Karonnal.

## Filmográfia

### Film
| Év   | Magyar cím                               | Eredeti cím                  | Feladatkör | Feladatkör | Feladatkör | Megjegyzések           |
| Év   | Magyar cím                               | Eredeti cím                  | Rendező    | Producer   | Író        | Megjegyzések           |
| ---- | ---------------------------------------- | ---------------------------- | ---------- | ---------- | ---------- | ---------------------- |
| 2003 | Dávid vagyok                             | I Am David                   | Igen       | Nem        | Igen       |                        |
| 2006 | Reszkessetek, repülők!                   | Unaccompanied Minors         | Igen       | Nem        | Nem        |                        |
| 2011 | Koszorúslányok                           | Bridesmaids                  | Igen       | Vezető     | Nem        |                        |
| 2013 | Női szervek                              | The Heat                     | Igen       | Vezető     | Nem        |                        |
| 2015 |                                          | It's Better in Italian       | Nem        | Vezető     | Nem        | rövidfilm              |
| 2015 | A kém                                    | Spy                          | Igen       | Igen       | Igen       |                        |
| 2015 | Snoopy és Charlie Brown – A Peanuts film | The Peanuts Movie            | Nem        | Igen       | Nem        |                        |
| 2016 | Szellemirtók                             | Ghostbusters                 | Igen       | Vezető     | Igen       | társíró: Katie Dippold |
| 2016 | Ó, anyám!                                | Snatched                     | Nem        | Igen       | Nem        |                        |
| 2018 | Egy kis szívesség                        | A Simple Favor               | Igen       | Igen       | Nem        |                        |
| 2018 |                                          | Phony                        | Nem        | Vezető     | Nem        | rövidfilm              |
| 2019 |                                          | Someone Great                | Nem        | Igen       | Nem        |                        |
| 2019 | Múlt karácsony                           | Last Christmas               | Igen       | Igen       | Nem        |                        |
| 2020 |                                          | Holler                       | Nem        | Vezető     | Nem        |                        |
| 2020 |                                          | Harami                       | Nem        | Vezető     | Nem        |                        |
| 2022 | Jók és Rosszak Iskolája                  | The School for Good and Evil | Igen       | Igen       | Igen       |                        |
| 2024 | Jackpot!                                 | Jackpot                      | Igen       | Igen       | Nem        |                        |
| 2025 | Még egy kis szívesség                    | Another Simple Favor         | Igen       | Igen       | Nem        |                        |

Színészként
| Év   | Magyar cím                                    | Eredeti cím                        | Szerep                        | Magyar hang    |
| ---- | --------------------------------------------- | ---------------------------------- | ----------------------------- | -------------- |
| 1987 |                                               | Zombie High                        | Emmerson                      |                |
| 1987 | Bunyó háromkor                                | Three O'Clock High                 | folyosó felügyelő             |                |
| 1990 | Ski Patrol                                    | Ski Patrol                         | Stanley                       | Kassai Károly  |
| 1990 | Ski Patrol                                    | Ski Patrol                         | Stanley                       | Fekete Zoltán  |
| 1990 | Ski Patrol                                    | Ski Patrol                         | Stanley                       | Hanyecz Róbert |
| 1990 |                                               | Zoo Radio                          | Chester Drawer                |                |
| 1994 | Csupasz pisztoly 33 1/3 – Az utolsó merénylet | Naked Gun 33+1⁄3: The Final Insult | Oscar-gála közönségének tagja |                |
| 1995 |                                               | The TV Wheel                       | több szereplő                 |                |
| 1995 | Nehézfiúk                                     | Heavyweights                       | Tim, tábori tanácsadó         | Gáspár András  |
| 1996 | Nyomul a banda                                | That Thing You Do!                 | KMPC D.J.                     |                |
| 1996 | Álnokok és elnökök                            | My Fellow Americans                | riporter                      |                |
| 1997 |                                               | Life Sold Separately               | Clark                         |                |
| 1997 |                                               | Statical Planets                   | Renfester                     |                |
| 2000 |                                               | Bad Dog (rövidfilm)                | küldönc                       |                |
| 2002 | Az iskoláját!                                 | Stealing Harvard                   | villanyszerelő                |                |
| 2003 | Dávid vagyok                                  | I Am David                         | amerikai férfi                |                |
| 2007 | Felkoppintva                                  | Knocked Up                         | fantasy baseball fickó        |                |
| 2007 | A lankadatlan – A Dewey Cox sztori            | Walk Hard: The Dewey Cox Story     | DJ                            |                |
| 2011 | Rossz tanár                                   | Bad Teacher                        | apa az autómosóban            |                |
| 2011 | Koszorúslányok                                | Bridesmaids                        | fickó az esküvőn              |                |
| 2013 | Női szervek                                   | The Heat                           | doktor                        |                |
| 2015 | A kém                                         | Spy                                | részeg hotelvendég            |                |
| 2017 | Ferdinánd                                     | Ferdinand                          | pikador (hangja)              |                |
| 2018 |                                               | Song of Back and Neck              | Dr. Street                    |                |

## Bibliográfia
- Kick Me: Adventures in Adolescence (ISBN 0-609-80943-1, 2002)
- Superstud: Or How I Became a 24-Year-Old Virgin (ISBN 1-4000-5175-4, 2005)
- Ignatius MacFarland: Frequenaut! (ISBN 0-316-16663-4, 2008)
- Ignatius MacFarland: Frequency Freakout! (2010)